# Rixt van Oerd

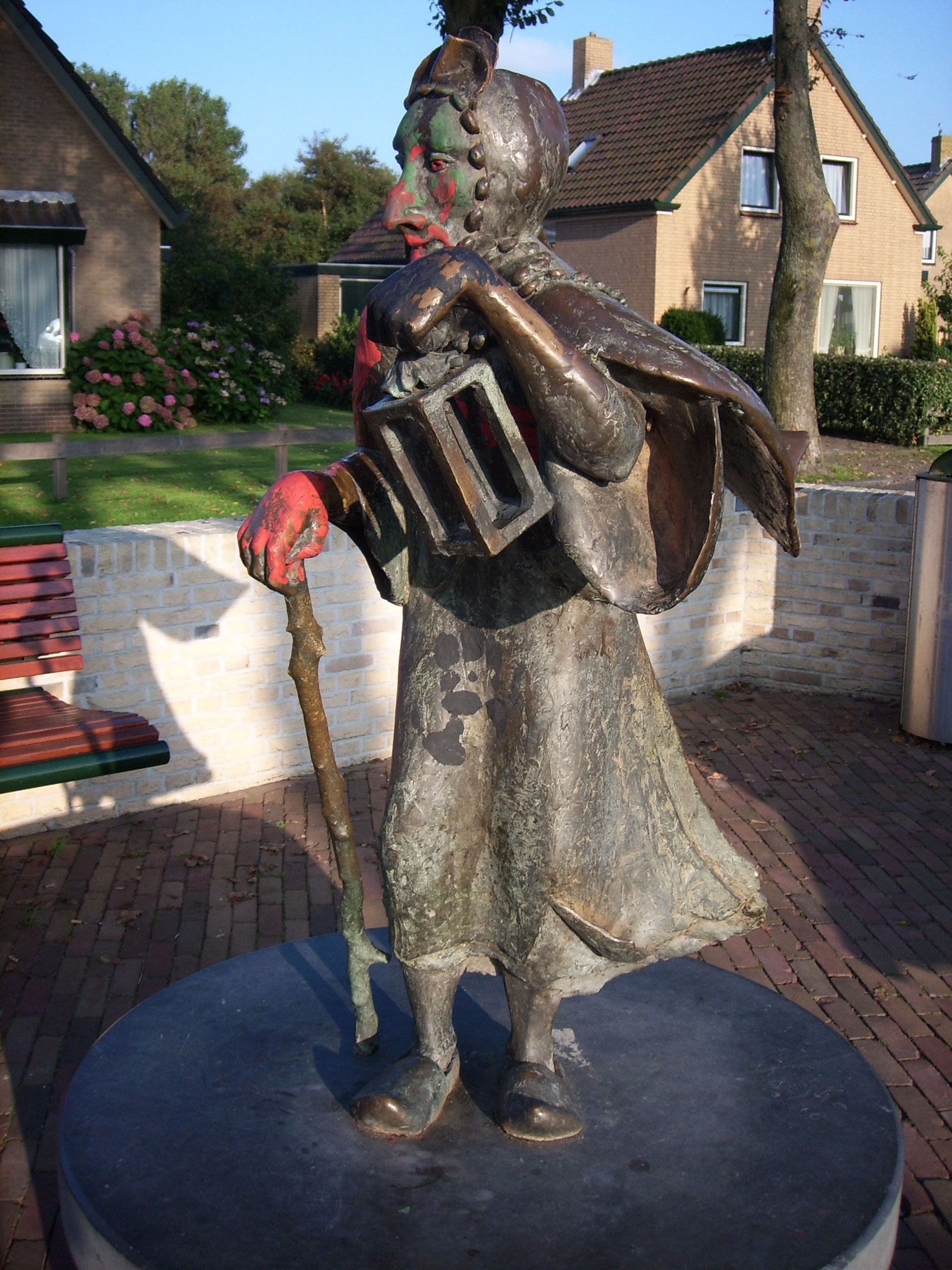
Standbeeld van Rixt van het Oerd in Buren

Rixt van Oerd of Rixt van het Oerd is de hoofdpersonage uit een volksverhaal dat zich afspeelt op Ameland.

## De sage
Eén versie van het verhaal over Rixt van het Oerd gaat als volgt:
Rixt woonde op het Oerd in het oosten van Ameland. Niemand wist waar ze vandaan kwam, ze woonde in een hut gemaakt van wrakhout. Eens per jaar kwam ze in het dorp, maar sprak met niemand. Ze verzamelde wrakhout en zocht naar kruiden in de duinvallei. Daar brouwde de zeeheks toverdranken van. De mensen dachten dat Rixt met de duivel optrok en daarom meden ze haar. Strandjutters en vissers die toch op het Oerd moesten zijn, zeiden eerst gebeden op. Rixt zat vaak onder haar flarieboom (vlier) en ruilde wat gevonden goederen voor een oude koe.
Ze bond een lamp om de nek van haar koe en joeg het dier de duinen over. Schippers zetten koers naar het verraderlijke licht en de schepen sloegen op het zand te pletter. De volgende dag ging Rixt op zoek naar de aangespoelde goederen en ze beet zelfs opgezwollen vingers af om gouden ringen te bemachtigen. Ze heeft zelfs ooit benen afgehakt om een paar laarzen te bemachtigen, ze droogde ze bij de schoorsteen en de laarzen gleden na een tijd van de benen af. Op een dag in de herfst liet Rixt een brik stranden. De volgende ochtend zag zij de enorme buit van vele sieraden. Toen zag zij het lichaam van haar zoon Sjoerd, die vele jaren eerder van huis was weggelopen en van wie ze dacht hij al lang geleden was gestorven. Rixt viel dood neer naast haar zoon en een grote golf nam beide mee de zee in.
De vervallen hut heeft er nog jaren gestaan en de knoestige oude vlier stond er nog langer. Er werden takken afgesneden en deze plantte men in eigen tuin. In najaarsnachten kan men bij oostenwind de stem van Rixt nog horen, die naar haar zoon Sjoerd roept.

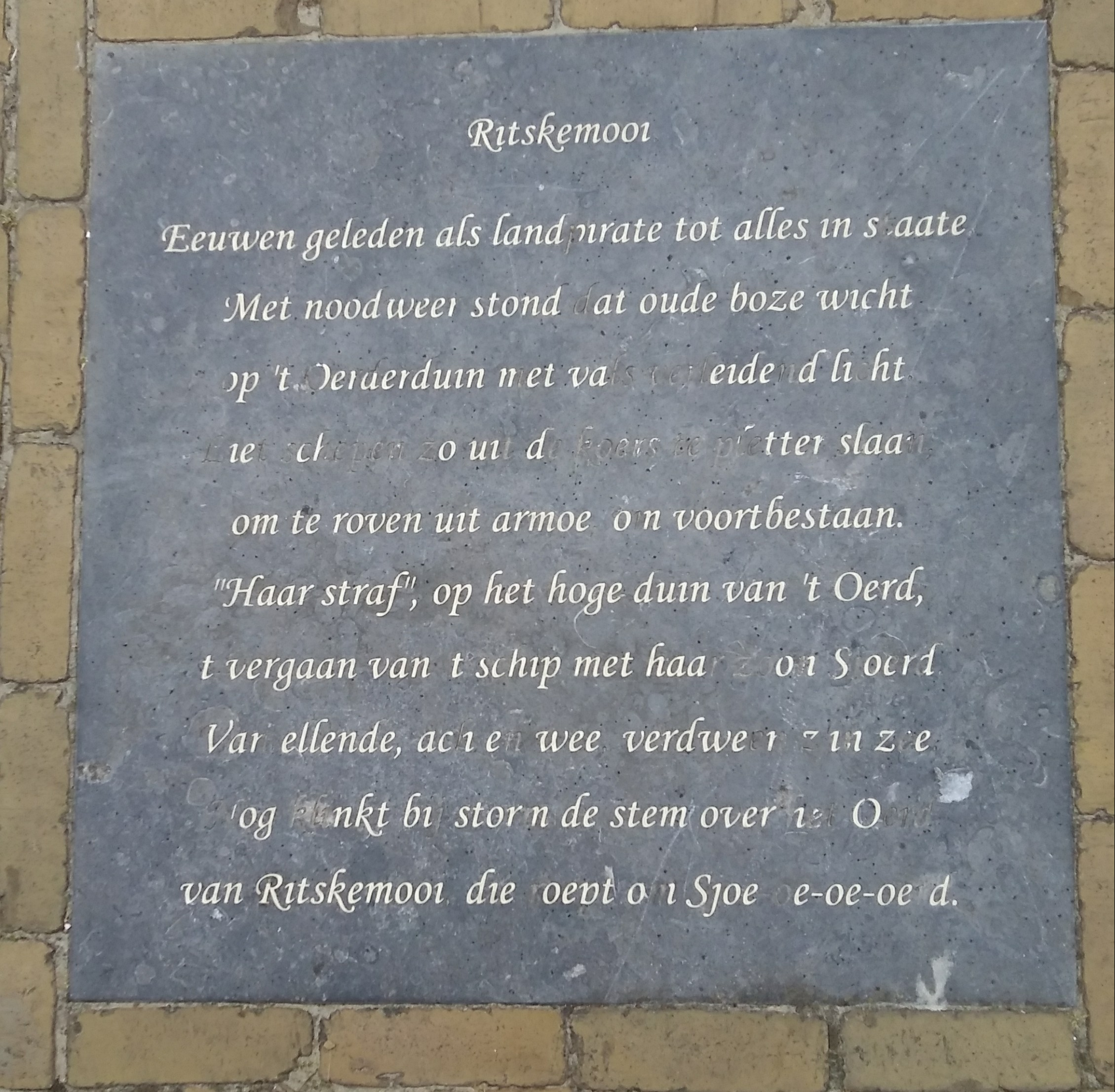
Foto van de sage van Ritske Mooi

## Achtergrond
De eerste versie van het verhaal van Rixt verscheen in 1889 in het tijdschrift For hûs en hiem onder de titel Wylde Rixt fen 't Oerd. Het verhaal is geschreven door schoolmeester P.J. Braaksma (* 1863). In deze vorm is het verhaal later bekend geworden in de literatuur. In 1905 bracht hij de sage ook over in dichtvorm.
Braaksma heeft een migrerend, internationaal volksverhaal over misleidende lantaarns, die tussen koeienhoorns hangen, aan Ameland gehecht. Meerdere details bij het Amelander verhaal, zoals het gegeven dat Rixt uit Wierum afkomstig zou zijn, heeft hij zelf verzonnen. Wel zei Braaksma dat hij delen van de sage heeft opgetekend uit de mond van een oud Amelander vrouwtje.
Ook langs de kusten van de Noordzee en uit Bretagne kennen we een gelijksoortig verhaal van een ouder die zijn zoon met een lantaarn laat verdrinken. In Sappemeer gaat het om de reus Sappe, die per ongeluk zijn zoon in het moeras laat omkomen. Ook op West-Terschelling en Schiermonnikoog treffen we het motief van het misleidend licht aan, waarbij lantaarns aan koeienhoorns zouden zijn gehangen om schepen te laten vergaan.
Zowel de Fries D.A. Tamminga (1909-2002) als de Vlaming Wies Moens (1898-1982) schreven een ballade over Rixt. Zij komt ook als hoofdpersonage voor in liederen. Na opname in verschillende populariserende sagenbundels werd het verhaal gekenschetst als dé Amelander sage. Toen pas eigenden ook de Amelanders zelf zich het verhaal toe. Op het eiland wordt Rixt tegenwoordig een strandheks genoemd, naar aanleiding van de (schriftelijke) overlevering (sinds 1934 wordt het vrouwtje een heks genoemd). In 1980 werd een standbeeld van de hand van Annet Haring geplaatst in Buren.
In Landbouw- en Juttersmuseum ‘Swartwoude’ te Buren wordt het verhaal door (een pop van) Rixt zelf, en een verteller, op band verteld. In Buren zijn beeldjes, bekers en vingerhoedjes van Rixt te koop. In 1995 werd Rixt, de Fryske opera van Henk Alkema en Mark Valencia, opgevoerd.
De Vlaamse auteur Koen D'haene gebruikte de legende als inspiratiebron voor zijn jeugdroman Gek van een eiland, die zich afspeelt op het eiland Terschelling. In de roman zijn meer legenden en volksverhalen van de Friese Waddeneilanden verwerkt.
Frank Pollet, een Vlaamse schrijver van poëzie en jeugdboeken, schreef over Rixt of Ritskemooi in het Vlaams Filmpje Een loopje met de tijd. Ook in zijn dichtbundel LaDiDa duikt de legende op.
Kunstenaar Luc ten Klooster presenteerde in 2019 (in het kader van Kunstmaand Ameland) in Landbouw- en Juttersmuseum 'Swartwoude' in Buren een groot foto-  video- en tekstenproject rond de legende. Daarin voerde hij geen oude heks maar een jonge sensuele Rixt ten tonele. Van het project werd in 2020 ook een foto- en tekstboekje uitgegeven 'Voetstappen in het zand'.